# Elvira Rawson de Dellepiane
Bác sĩ Elvira Rawson de Dellepiane (née Elvira Rawson; 19 tháng 4 năm 1867 – 4 tháng 6 năm 1954) là một nhà vận động cho quyền bầu cử của phụ nữ và là người phụ nữ thứ hai tại Argentina có được bằng bác sĩ. Bà vận động cho quyền của phụ nữ và trẻ em và được biết đến như "mẹ đẻ của quyền phụ nữ tại Argentina".

## Những năm đầu
Rawson de Dellepiane được sinh ra ở Junín, Argentina. Cô thuộc về gia đình nổi tiếng của trưởng khoa Gregorio Funes, người được xem là cha đẻ của lịch sử Argentina. Cô đi học tại Buenos Aires, nhận bằng tiến sĩ y học vào ngày 29 tháng 9 năm 1892 tại đại học Buenos Aires. Trước đó, cô đã có chứng chỉ dạy học từ Escuela Normal de Mendoza với việc dạy học một năm trước khi bắt đầu ngành y. Một năm sau, cô kết hôn với bác sĩ Manuel Dellepiane. Luận văn tiến sĩ của cô được tán dương bởi Gregorio Araoz Alfaro, một nhà dược sĩ nổi tiếng của Argentina. Cô có bảy người con.

## Sự nghiệp
Sau khi tốt nghiệp cô thực hành y khoa tại Departamento Nacional de Higiene (1907–1918) và tại Consejo Nacional de Educación (1919–1934). Cô tham gia vào rất nhiều dự án khác nhau, bao gồm việc thành lập cafeteria đầu tiên trong trường học tại Argentina. Vào năm 1919 cô là một trong những nhà sáng lập Asociación Pro-Derechos de la Mujer. Từ năm 1920 đến năm 1922 cô là giáo sư vệ sinh và chăm sóc trẻ em tại National Home for Military Orphans (1920–22). Năm 1916 cô tổ chức và điều hành nhà nghỉ dưỡng đầu tiên cho những giáo viên nữ bị bệnh, Vacation Colony tại Uspallata.  Trong khoảng thời gian từ năm 1907 đến năm 1918 cô là thanh tra y tế của National Department of Hygiene. Cô cũng ở trong Hội đồng Giáo dục Quốc gia (1919–34).
Trong việc vận động cho quyền phụ nữ tại Argentina, cô thành lập Centro Feminista vào năm 1905, sau đó đổi tên thành Centro Juana Manuela Gorriti. Năm 1910, cô dẫn đầu phong trào đòi thành lập luật dân sự cho phụ nữ. Năm 1919, cô thành lập Asociación Pro-Derechos de la Mujer. Alfonsina Storni, nhà văn người Argentina và rất nhiều người khác là cộng sự của cô trong phong trào này.
Cô cũng thành lập Hội đồng Phụ nữ Quốc gia, tham gia vào Hội động Phụ nữ Quốc tế đầu tiên vào năm 1910 tại Buenos Aires, quảng bá cho các môn học Xã hội học, Luật và Giáo dục, thành lập Maternal Center, cũng được biết với tên "Juana Gorriti" (phòng phụ sản dành cho phụ nữ chưa cưới) vào năm 1910, thành lập Hội Nữ quyền vào năm 1919, làm cho việc "cốc sữa trong trường học" trở thành bắt buộc và viết rất nhiều phóng sự về tình trạng của phụ nữ.